# Dicranomyia omissinervis
Dicranomyia omissinervis là một loài ruồi trong họ Limoniidae. Chúng phân bố ở miền Cổ bắc.